# Йешилкьой (околия Бига)
 Тази статия е за селото във Вилает Чанаккале.  За селото във Вилает Одрин вижте Йешилкьой (вилает Одрин).  
Йешилкьой (на турски: Yeşilköy) е село в околия Бига, вилает Чанаккале, Турция. Разположено на 200 – 250 метра надморска височина. Населението му през 2000 г. е 129 души, основно българи – мюсюлмани (помаци), преселили се през 1882 г. от село Чилингирово в Родопите. Българският език се говори от старите жители на селото. Младите го знаят, но предпочитат да общуват на турски. Основен поминък е животновъдството.